# 삼성 갤럭시 그랜드 프라임
삼성 갤럭시 그랜드 프라임(Samsung GALAXY Grand Prime)는 삼성전자에서 제조, 판매하는 저가형 안드로이드 스마트폰이다.

## 색상
- 블랙
- 화이트